# Злоказов, Сергей Фёдорович
Злоказов Сергей Федорович (7 марта 1876 — 6 мая 1930) — уральский промышленник и купец, совладелец товарищества «Ф. А. Злоказов и Сыновья».

## Биография

### Детство и юность
Родился в семье богатого уральского купца и промышленника Фёдора Алексеевича Злоказова одного из основателей Торгового дома «Братья Злоказовы» и совладельца многих торгово-промышленных заведений и его супруги Магдалины Карловны, урожд. Отто (ок.1850–1907). Его старший брат — Николай Федорович Злоказов.
В 1894 году окончил с золотой медалью Екатеринбургскую гимназию, после поступил и закончил Санкт-Петербургский технологический институт по окончании которого получил диплом инженера-технолога. Затем отправился в Гейдельбергский университет в Германии, где продолжил изучение химии и знакомство с химическим производством. После возвращения работал на предприятиях отца.
В 1905 году ему пришлось на некоторое время покинуть Урал. Причиной была женитьба на Марии Степановне Афониной (1877–1945), дочери купца Степана Ивановича Афонина, владельца кондитерской фабрики и бакалейной торговли в Екатеринбурге, а также Северных золотых приисков (Никито-Ивдельское село). Поскольку семья Марии Степановны была старообрядческой, то родители были против этого брака. Молодые люди уехали в Москву, где 16 февраля 1905 года обвенчались в Иоанно-Предтеченской церкви на Малой Лубянке.
Со временем разногласия с родителями сгладились, и Сергей Федорович с супругой возвратились в Екатеринбург.

### Торговая деятельность до революции
С начала 1900-х гг. — служащий торгового дома «Братья Злоказовы». В 1910 году стал соучредителем товарищества «Ф. А. Злоказов и сыновья», возникшего после распада Торгового дома «Братья 3локазовы». С началом Первой мировой войны ведущие предприятия Злоказовых получили военные заказы: на сукно, купоросное масло, мины, снаряды, ковкий чугун для оружейных заводов. Несмотря на трудности военного времени, злоказовские предприятия сыграли существенную роль в обеспечении потребностей армии.

### Общественная деятельность до революции
Кандидат в биржевые старшины Екатеринбургского биржевого комитета (с 18 сентября 1912), биржевой старшина (до 1919), член биржевых комиссий: по разработке основных положений «Временных правил о страховании рабочих и служащих», по созданию русско-чешской торгово-промышленной палаты (ноябрь 1918). Представитель биржевого комитета на всероссийских торгово-промышленных съездах в 1917 и 1918 годах. Член оргбюро по созыву торгово-промышленного съезда Уральского района (1918).
Земский гласный Екатеринбургского уезда и Пермского губернии в период с 1909 по 1914 года. Член уездных земских комиссий: по проверке норм, выработанных губернским земством в 1910 году; по возведению нового здания музея Уральское общества любителей естествознания (УОЛЕ) в 1911 году. Почётный мировой судья по Екатеринбургскому уезду (1912–1917).
Попечитель Воздвиженской, Воскресенской, Григорьевской, Каслинской, Щелкунской земских школ, Багарякской земской больницы. Представитель земства в уездном попечительном обществе о семьях запасных и ратников ополчения (с дек. 1914).
Гласный Екатеринбургской городской думы. Член разнообразных комиссий: театральной (с 23 апреля 1913 года); финансовой (с 30 апреля 1914 года); по подготовке программы деятельности думы (с 30 апреля 1914 года).
Член попечительского совета 2-й женской гимназии (1913–1915). Попечитель Екатеринбургского Тургеневского начального училища (1914–1917).  Действительный член УОЛЕ (с 24 октября 1910 года); Пермского отделения императорского русского технического общества; Екатеринбургского благотворительного общества (в 1914–1915 годах председатель его исполкома).

### После революции
Искренне приветствовал падение самодержавия и установление власти Временного правительства в феврале 1917 года. Однако был возмущен и раздосадован большевистским переворотом в октябре того же года. После прихода большевиков вынужден был вместе с женой уехать к родственникам в Кострому. Но едва большевики оставили Екатеринбург, Злоказовы вернулись на Урал. Злоказов принялся восстанавливать разоренные заводы, активно включился в общественную деятельность, пытался наладить деловое сотрудничество с Чехословакией. Однако новое наступление красноармейских частей положило конец всем его планам. Понимая, что оставаться в Екатеринбурге — идти на верную гибель, он эвакуировался вместе с колчаковскими войсками. Проделав весь путь с армией Колчака, Злоказов с супругой оказался сначала в Китае, а затем в Японии.

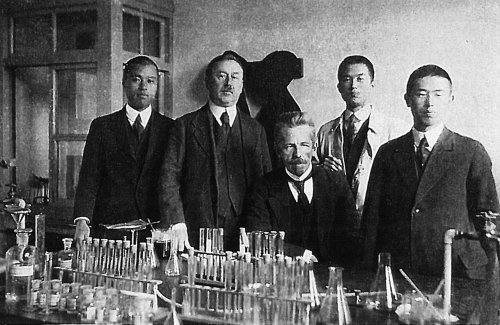
П. П. фон Веймарн и С. Ф. Злоказов с аспирантами Киотского университета

В отличие от большинства соотечественников Сергей Федорович относительно быстро приспособился к новым условиям, ведь он знал почти полтора десятка иностранных языков. Выручили и обширные деловые связи: многие из его знакомых осели в Японии и вполне преуспевали. Одним из них был крупный учёный и первый ректор Екатеринбургского горного института Петр Петрович фон Веймарн. Благодаря его содействию Злоказов устроился на работу в химическую лабораторию императорского университета в городе Киото. Впоследствии Сергей Злоказов перебрался в Аргентину и поселился в Буэнос-Айресе, став сотрудником фирмы «Интернешнл Харвестер Компани». Он активно сотрудничал с различными эмигрантскими организациями, его заметки нередко публиковались в печати. Вплоть до своей смерти Сергей Злоказов оставался заметной фигурой в кругах русской эмиграции в Аргентине.
Скончался 6 мая 1936 года, похоронен на русском кладбище в Буэнос-Айресе. Его супруга Мария Степановна умерла в 1945 году. Их приемная дочь — Таисия Сергеевна Злоказова (1912–1981). Потомки живут в США и в Аргентине.